# Mucunaina

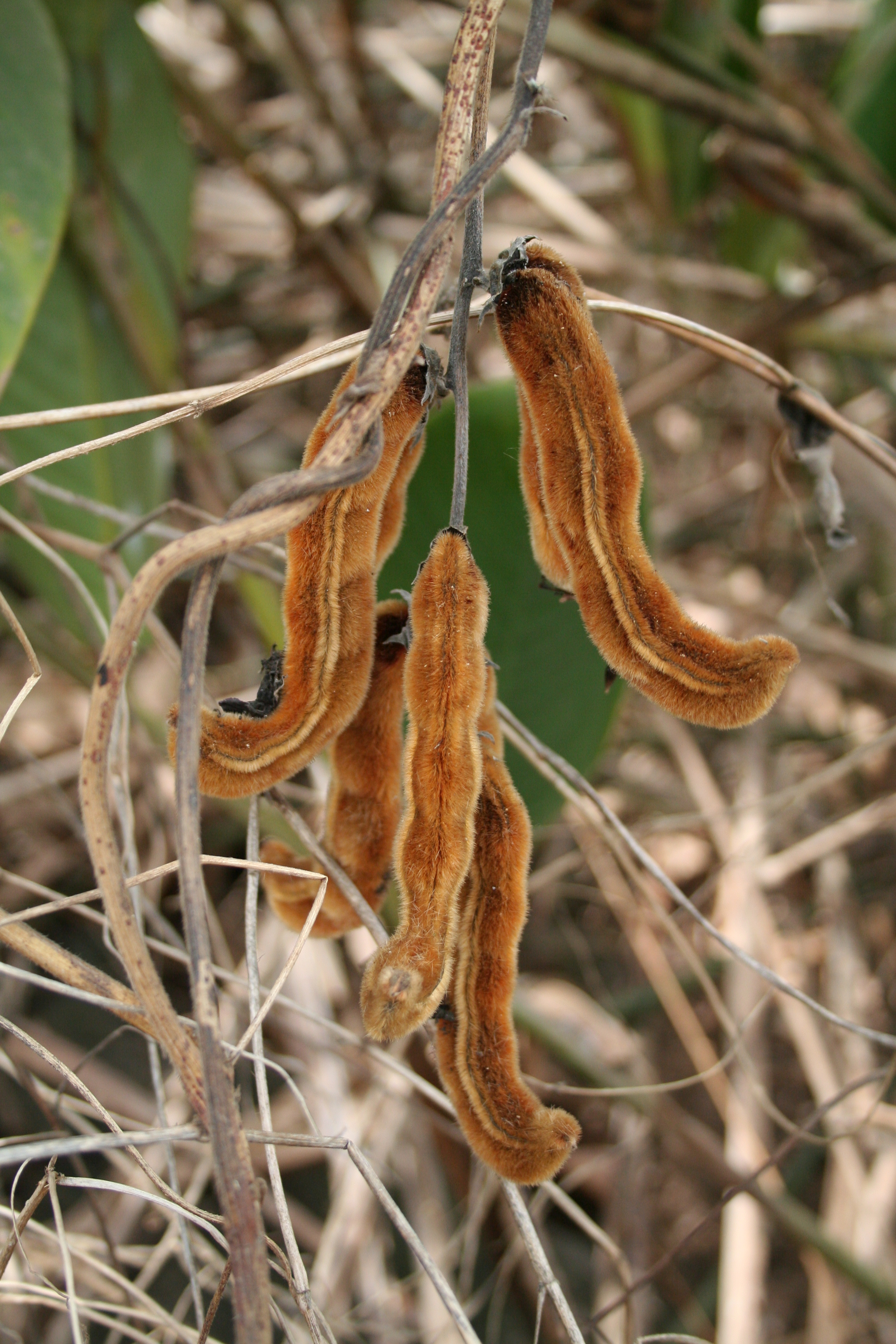
Baccelli pelosi di Mucuna poggei

L'enzima proteolitico mucunaina è una proteina presente nei tessuti di alcuni legumi del genere Mucuna, in particolar modo nella Mucuna pruriens.
In queste specie la mucunaina si trova in rigidi peli detti tricomi disposti a coprire i baccelli dei semi. Quando questi peli vengono sfregati entrando in contatto con le pelle causano prurito e irritazione gravi.